# Andrej Znoska
Andrej Znoska (Andrzej Znosko)  (Brzozówce, 20. lipnja 1980.) bjeloruski je katolički biskup koji služi kao pomoćni biskup Pinska.
Dana 19. srpnja 2024. papa Franjo imenovao ga je pomoćnim biskupom pinske biskupije i naslovnim biskupom skradinskim.
Dana 7. rujna 2024. zaređen je za biskupa u katedrali Uznesenja Blažene Djevice Marije u Pinsku, a zareditelj je bio nadbiskup Ante Jozji.